# Nicolas Horner
Pour les articles homonymes, voir Horner.
Nicolas Horner (Nicholas en anglais), né à Grantley dans le Yorkshire et mort à Londres le 4 mars 1590, est un laïc martyr catholique anglais déclaré bienheureux par Jean-Paul II en 1987. Il est fêté le 22 novembre avec les autres bienheureux martyrs anglais, gallois et écossais de cette période et le 4 mars localement.

## Biographie
Nicolas Horner travaille chez un tailleur de Londres à la fin du règne d'Élisabeth Ire d'Angleterre, période de persécution anti-catholique massive. Il est arrêté pour avoir hébergé chez lui des prêtres catholiques entrés dans la  clandestinité. Il est emprisonné à la prison de Newgate et souffre de septicémie à cause des chaînes, ce qui nécessite de l'amputer d'une jambe.
Une fois libéré, il loge encore clandestinement des prêtres catholiques et cette fois il est arrêté pour félonie sur l'accusation de ne pas avoir voulu assister aux offices anglicans et d'avoir confectionné un vêtement pour le prêtre Christopher Bales. Il est enfermé à la prison de Bridewell. La veille de son exécution, il a la vision d'une couronne de gloire sur la tête; il en parle à un ami qui relate cette vision par écrit le 18 mars 1590 au père Robert Southwell (béatifié en 1970). Il est pendu à Smithfield, puis son corps est écartelé.
Il est déclaré bienheureux par Jean-Paul II en 1987 avec d'autres martyrs anglais.